# Az iszlám öt oszlopa
Az iszlám öt oszlopa (arabul: أركان الإسلام – arkān al-islām) a vallás öt legfontosabb parancsolatát jelenti, amelyet minden hithű muzulmánnak követnie kell. Az első oszlop a saháda, amely a hitvallást jelenti. Ezt követi a szalát, az imádkozás oszlopa. A harmadik oszlop a zakát, vagyis az alamizsna; a negyedik a szaum, ami a Ramadán hónapban az önmegtartóztatást jelöli. Végül az ötödik oszlop a haddzs, amely a mekkai zarándoklatot írja elő a muszlimoknak. Ezek az alapvető parancsolatok a szunnita iszlámra vonatkoznak. A síita iszlám követői nyolc parancsolatnak vetik alá magukat, amelyek jócskán meghaladják az öt oszlop által előírtakat. A síiták egyik irányzata, az imámiták öt alapvető vallási tételt fogadnak el, amely az akída (hitvallás) írásaira alapul.
Az öt oszlop hagyománya a hadíszok tanításaiból származik, és azokon belül is a Buhári és Muszlim Szahíh című gyűjteményei adják az oszlopok legfontosabb alapjait. A Korán egyáltalán nem tesz említést az öt legfontosabb parancsolatról, noha homályos utalásokat lehet találni benne a vallásos életmódra.

## Az öt oszlop

### Hitvallás (saháda)
A saháda (شهادة – šahāda) a monoteista iszlám vallás hitvallása, amely kimondja, hogy egyetlen isten létezik, Isten, és Mohamed az ő prófétája. Ez a mondat az iszlám világ legfontosabb alaptétele. Ennek a mondatnak az arab megfelelője hangzik fel a müezzinek énekében is. A Korán a sahádáról így ír: 
Allah - rajta kívül nincs más isten - az Élő, és a Gondoskodó. Nem vesz rajta erőt szendergés, sem álom. Övé minden, ami az egekben és a földön van.

### Ima (szalát)
Az iszlám második oszlopa a szalát (صلاة – ṣalāt), amely az imádkozás, az imák szertartásainak követelményét írja le. Eszerint a muzulmánoknak naponta ötször kell imádkozniuk: hajnalban, délben, kora délután, alkonyatkor és éjszaka. Minden imát arccal a mekkai Kába szentély felé kell elvégezni. A szalát elsődleges célja az, hogy az imádkozó gondolatait Allahra összpontosítsa. Az iszlám világban az imádkozást az Istennel való személyes érintkezésként fogják fel, amely hódolatot és hálát fejez ki. A Korán a következőképpen ír az imádság hasznáról: „Az imádság eltilt attól, ami hitvány és elvetendő.”

A szalát minden hívő muszlim számára kötelező napi rutin, de a modern világhoz igazodva a napi imádságok szertartása is rugalmasabbá vált. Ez megnyilvánulhat az egyes testtartások, az előírt viselet vagy akár az időpontok megváltoztatásában is, bár ez utóbbit a legtöbb muzulmán igyekszik elkerülni. Az imádság helyének viszont minden esetben tisztának kell lennie.

Alapvetően a napi öt imát az előírt időben (vakt = وقت – waqt) kell elvégezni. Minden egyes napi imádság adott egységekből, úgynevezett rakából (ركعة – rakʿa) áll, amelyeket szintén meg kell tartani. A megadott öt időtartamon, azaz vakton belül bármikor el lehet végezni az imádságokat, mégis azt az időpontot tartják a ideálisnak, amikor a müezzin hangja imára hívja a híveket. Az imák alapvetően tiszteletet és imádást fejeznek ki Allah felé, de a szalát megengedi, hogy az előírt mondatok mellett saját gondolatukat vagy kívánságukat is beleszőjék a hívek. A leggyakrabban ismételt muszlim ima a Korán rövid első szúrája: „Hála Allahnak a teremtmények Urának, a Könyörületesnek és az Irgalmasnak, aki az Ítélet Napját uralja!”

### Alamizsna (zakát)
A zakát (زكاة – zakāt) eredetileg alamizsnaadást jelentett, sőt a korábbi évszázadokban a zakát egy adónem volt, amely a túlzott vagyoni különbségek csökkentését célozta. Az alamizsnaadás kötelező, és a muzulmánoknak illik a vagyonukhoz mérten adományokat adni. A zakát úgy tartja, hogy az iszlám világ felelőssége megsegíteni azokat a muzulmánokat, hittestvéreket, akik anyagi gondokkal küzdenek. Az általánosan elfogadott hagyomány szerint a zakát egy hívő muszlim vagyonának 2,5%-át teszi ki, amelyet a szegényeknek illetve a rászorulóknak kell szétosztania. Ezek közé tartoznak a rabszolgák, szolgálók, adósok és az utazók is. Egy muszlim a megszabott zakáton felül is adakozhat, ha valamilyen okból kifolyólag nagyobb isteni gondviselést szeretne elérni. Ezt az adományt szadakának (arabul صدقة – ṣadaqa) nevezik.
A zakátnak két fő összetevője van. Az egyik a kaddzs, amit fix összegben határoznak meg az alapján, hogy a család feje mennyit költ ételre a Ramadán idején saját maga és egész háza számára. A másik a tulajdonképpeni zakát, amely a család jövedelmétől függően változik. Ez jelenleg tehát egy család minden értékének és megtakarításának a 2,5%-át teszi ki, amit egy holdévre számolnak ki. Ezt csak akkor kell kifizetni, ha a család vagyona nem érte el a minimumot, az úgynevezett niszábot (نصاب – niṣāb), ami három uncia, vagy 87,48 gramm arany értékét jelenti. 

A legtöbb síita muszlim a zakáton felül egy humsz (خمس – ḫums) nevű adófajtát is fizet, amelyet a síiták külön vallási gyakorlatként kezelnek.
A zakát adományozásának pontos szabályai vannak, amelynek a lépéseit négy pontban foglalták össze:
1. Az adományozónak mindenekelőtt ki kell nyilvánítania Allah felé a zakát gyakorlására tett szándékát.
2. A zakátot egy meghatározott napon kell kifizetni. Ha valaki nem fizeti ki a rá eső alamizsnát, azzal azt a benyomást kelti, hogy ő nem akarja teljesíteni Allah kívánságát.
3. A fizetséget mindenkinek saját belátása szerint kell megadnia. Ez azt jelenti, hogy ha valaki közismerten tehetős, akkor tőle elvárják, hogy a hagyományok szerint vagyonának 2,5%-át fizesse meg. Ha valaki szűkebb anyagi keretből él, akkor akár természetben is fizethet.
4. Végül a zakátot abban a közösségben kell szétosztani, amelyben adakoztak.[11]

### Böjt (szaum)
A Korán szerint háromféle böjtöt (szaum = صوم – ṣawm) lehet megkülönböztetni: egyrészt a vallás által előírt rituális böjtöket, másrészt azokat a böjtöket, amelyeket valamelyik parancsolat elmulasztása miatt mintegy engesztelésképpen kell megtartani, és végezetül az aszketikus böjtöt.
Az első kategóriába tartozik a ramadán hónapjában tartott böjt. Ebben a hónapban a muzulmánoknak tartózkodniuk kell az evéstől, ivástól, dohányzástól és szexuális együttléttől hajnaltól napnyugtáig, és különösen ügyelniük kell arra, hogy ne kövessenek el másfajta bűnt. A muszlimok szerint a böjt jelentősége abban áll, hogy gyakorlása közben a hithű muzulmánok közelebb kerülnek Allahhoz. Az önmegtartóztatással az Allah iránt érzett hála, nagyrabecsülés és ugyanakkor a tőle való függőség jut kifejezésre, de a hívők ezáltal vezekelnek múltbeli bűneik miatt, vagy ezzel emlékeztetik magukat a nélkülözők kínjaira. A ramadán idején a vallás azt is megköveteli a muzulmánoktól, hogy ilyenkor fordítsanak nagyobb figyelmet az iszlám tanításainak betartására, tartózkodjanak az erőszak minden formájától, a dühtől, az irigységtől, a kapzsiságtól, a bujaságtól, az illetlen beszédtől és a pletykálástól. A szent hónap idején még a bizarr vagy bűnös gondolatok és hangok is tiltottak.
A Ramadán havában tartott böjt minden muzulmán számára kötelező, viszont azok számára szigorúan tilos, akikre ez veszélyt jelent vagy túl sok problémával járna. Ilyenek például a 14 év alatti gyerekek, az idős emberek, a terhes vagy szoptató nők, a csatában harcolók, a cukorbetegek és minden más beteg is, illetve az utazók. Böjtöt menstruáló nők sem tarthatnak. Ha valaki kihagyja a vallás által előírt böjtöt, azt később pótolni kell, amelynek módját az okoktól függően határozzák meg.

### Mekkai zarándoklat (haddzs)
A haddzs (حج – ḥaǧǧ) fogalma a mekkai zarándoklatot takarja, amelyre minden évben a muszlim naptár dzu l-hiddzsa hónapjában kerül sor. Az ősi arab szokásokra épülő zarándoklat minden muzulmán számára kötelező. Minden egészséges muszlimnak élete során legalább egyszer el kell zarándokolnia Mekkába, ha az utazás költségeit megengedheti magának. Amikor a zarándokok már 10 kilométerre megközelítették Mekka városát, át kell öltözniük az úgynevezett ihrámba (إحرام – iḥrām), amely két varratlan fehér vászonból áll. A zarándokok ezzel fejezik ki Isten előtti egyenlőségüket. A mekkai zarándoklat nemcsak a férfiakra nézve kötelező, hanem a nőktől is elvárják a zarándoklatot. Miután valaki már részt vett a zarándoklaton, háddzsnak (a nőket háddzsának) nevezik őket.
Az egyhetes mekkai zarándoklat minden egyes napjához meghatározott szertartások, hagyományok kötődnek. Többek között ezen a héten a zarándokoknak hétszer meg kell kerülniük a Kába-szentélyt, majd hétszer meg kell tenniük a Szafa és Marva hegyek közötti utat, valamint szimbolikusan meg kell kövezniük a Sátánt a Minában gyűjtött kavicsokkal.
A zarándokot (حاج – ḥāǧǧ) általában nagy tisztelet övezi saját közösségén belül. Egyesek számára éppen a zarándoklattal járó tisztelet ad ösztönzést a haddzshoz. Az iszlám hitoktatók ezt a magatartást elítélik, mondván: a zarándoklat legfőbb célja az, hogy a hívők közelebb kerüljenek Istenhez, és nem az, hogy a zarándoklattal köztiszteletet vívjanak ki saját közösségük körében. A zarándokoknak egyfajta tudatossággal kell készülniük a haddzsra, tisztába kell lenniük azzal, hogy milyen lelki célkitűzéssel érkeznek Mekkába. Ez a mentális és lelki felkészülés folyamatos ellenőrzéshez, és ezáltal önmagunk folytonos tökéletesítéséhez vezet.
 Azt a kevesebb rituáléval járó mekkai zarándoklatot, amit a haddzs idején kívül tesznek meg a hívek, umrának nevezik. Noha az umra nem kötelező, az iszlám mégis bátorítja rá híveit.

## Síita nézőpont
A síiták fő vallási tételeit a hit öt „gyökere” (أصول الدين – uṣūl ad-dīn) és tíz „ága” (فروع الدین – furūʿ ad-dīn) foglalja össze.
Az öt ág:
- Az isteni egység tana
- Hit a feltámadásban
- Hit a prófétaságban
- Hit az isteni igazságosságban
- Hit az imámságban

A tíz ág részben megegyezik a szunniták öt pillérével:
- Napi öt ima (szalát)
- Ramadán havi böjt (szaum)
- Mekkai zarándoklat (haddzs)
- Adakozás a rászorulóknak (zakát)
- Ötödfizetés (humsz)
- Törekvés, erőfeszítés az iszlám érdekében (جهاد – ǧihād)
- A jóra való törekvés (امر بالمعروف – amr bi-l-maʿarūf)
- A gonosz dolgoktól való tartózkodás (النهي عن المنكر – an-nahy ʿan al-munkar)
- A próféta családjának tisztelete (تولّى – tawallā)
- Elhatárolódás a próféta családjának ellenségeitől (تبرأ – tabarruʾ)

## Fordítás
- Ez a szócikk részben vagy egészben  a   Five Pillars of Islam című angol Wikipédia-szócikk fordításán alapul.  Az eredeti cikk szerkesztőit annak laptörténete sorolja fel. Ez a jelzés csupán a megfogalmazás eredetét és a szerzői jogokat jelzi, nem szolgál a cikkben szereplő információk forrásmegjelöléseként.